# VC Walhain

Logo du club.

Le VC Walhain est un club de volley-ball belge présentant des équipes au niveau national et provincial.

## Historique
- Le club a été fondé à la fin des années 1970 sous sa dénomination actuelle.

## Palmarès
- Championnat de Belgique : 
  - Saison 2005- 2006
    - Nationale 1 Dames : 7e.
    - Nationale 2 Hommes : En lutte pour la troisième place.
    - Nationale 3 Hommes : 3e et dispute le tour final contre Baudour.
    - Provinciale 1 Dames : 9e et 11e ⇒ retour en P2.
    - Provinciale 1 Hommes : 3e du championnat classique mais 6e après les play-offs.

  - Saison 2004- 2005
    - Nationale 1 Hommes : 12e et descente en Nationale 2
    - Nationale 2 Dames : 2e et accession en Nationale 1
    - Nationale 3 Hommes : 4e.
    - Provinciale 1 Dames : ??.
    - Provinciale 2 Hommes : 2e et montée en Provinciale 1.
    - Provinciale 2 Dames : 2e et montée en Provinciale 1.

  - Saison 2003- 2004 : Champion en Nationale 2 Hommes et Nationale 3 Dames.
- Coupe de Belgique : …
- Coupe AIF

Finaliste 2005 avec la Nationale 3 Hommes.
Demi-finaliste 2006 avec la Nationale 3 Hommes.

## Les Équipes
- au niveau national :
  - Nationale 1 Hommes
  - Nationale 3 Dames
  - Nationale 3 Hommes
- au niveau provincial (NAMUR):
  - Provinciale 1 Dames
  - Provinciale 2 Hommes

### Nationale 1 Hommes (saison 2012 - 2013)
Entraineur : Michel Hourlay
Composition:
- Art Nicolas
- Benoit Dries
- Covens David
- Covens Maxime
- Henry Adrien
- Lecat Damien
- Masset Bruno
- Pirali Yannick
- Piraux Dimitri
- Plompteux Maxime
- Raulet Orfanotti Romain
- Van De Wielle Tim

### Nationale 1 Hommes (saison 2011 - 2012)
Entraineur : Michel Hourlay
Composition:
- Bouchdouk Rachid
- Bouchdouk Hicham
- Covens David
- Covens Maxime
- Crabbé Stephan
- Gouverneur Cédric
- Lecat Damien
- Lejeune Yves
- Liefooghe Alexandre
- Masset Bruno
- Piraux Dimitri
- Tilmant Nicolas
- Van De Wielle Tim